# Vũ Linh (nghệ sĩ cải lương)
Vũ Linh, tên thật là Võ Văn Ngoan (10 tháng 12 năm 1958 – 5 tháng 3 năm 2023) là một nghệ sĩ cải lương nổi tiếng người Việt Nam. Ông được khán giả biết đến qua nhiều tuồng hát nổi bật như: Hòn vọng phu, Giũ áo bụi đời, Bức ngôn đồ Đại Việt, Cô đào hát, Lương Sơn Bá – Chúc Anh Đài...

## Thân thế và sự nghiệp
Xuất thân trong gia đình nghèo nên việc học hành dang dở, ông đi hát năm 11 tuổi đến năm 13 tuổi, gia đình cho ông học hát ở trường Văn Phát, sau chuyển qua học ca cổ với Văn Vĩ. Năm 1972, ông theo đoàn hát Đồng Ấu Hoa Thế Hệ đi lưu diễn ở các tỉnh, một thời gian sau ông về hát cho gánh Hoa Anh Đào Kim Chưởng và gặp được nghệ sĩ ưu tú Diệu Hiền và nghệ sĩ Trương Ánh Loan, hai người này được cho là đã thương mến ông như con em trong nhà và tận tình chỉ dẫn ông trong nghề nghiệp.
Ông đã từng cộng tác với những đoàn hát khác như: Khánh Hồng An Giang, Thiên Nga, Sơn Minh...
Năm 1981, ông trở về thành phố lần đầu tiên và hát cho gánh Minh Tơ và Huỳnh Long. Năm 1983, ông theo hợp tác với gánh Lâm Đồng đi lưu diễn các tỉnh. Đến năm 1988, ông cộng tác với Nhà hát Cải lương Trần Hữu Trang 2 và chính năm này Vũ Linh thực sự bước lên đài vinh quang sau hơn 15 năm trong nghề, cũng chính nơi đây ông đã đưa nghệ thuật sân khấu cải lương tuồng cổ trở lại với quần chúng, bắt đầu bằng vở Xa phu đi sứ. Không lâu sau đó là một loạt những tuồng cải lương Hồ quảng nổi tiếng khác như Lương Sơn Bá - Chúc Anh Đài, Bàng Quý Phi, Thần Nữ dâng Ngũ Linh Kỳ, Chiêu Quân cống Hồ... Vài năm sau ông cũng có về cộng tác với các gánh Sông Bé 2, Sông Bé 3.
Năm 1989, ông đạt hạng nhì trong 10 diễn viên được ưa thích nhất trong năm. Năm 1990, ông hợp tác với Tài Linh ghi dấu trong các vở Xử án Bàng Quý Phi (Tống Nhơn Tôn và Bàng Quí Phi), Trảm Trịnh Ân (Triệu Khuông Dẫn và Hàn Tố Mai), Thần Nữ dâng Ngũ Linh Kỳ (Tiết Ứng Luông và Thần Nữ), Thái Tử Đan giả gái (Thái Tử Đan và Vũ Tuyết Nương)  ... và đạt hạng nhất trong 10 diễn viên được ưa thích nhất trong năm. Năm 1991, đoạt Huy Chương Vàng giải Triển Vọng Trần Hữu Trang. Ông là nam nghệ sĩ duy nhất trong số 6 diễn viên đoạt giải năm đó (Vũ Linh, Thanh Thanh Tâm, Ngọc Huyền, Tài Linh, Phương Hồng Thủy, và Thanh Hằng). Năm 1995, đoạt Huy chương Vàng giải xuất sắc Trần Hữu Trang. Đây là năm đầu tiên giải Trần Hữu Trang có phát thêm giải Diễn viên xuất sắc. Trích đoạn ông diễn khi đi dự thi là nhân vật Nguyễn Địa Lô trong tuồng Bức Ngôn Đồ Đại Việt.
Đến năm 1997, ông được phong tặng danh hiệu Nghệ sĩ ưu tú.

## Qua đời
Ông qua đời tại nhà riêng ở quận Phú Nhuận do bệnh tật vào trưa ngày 5 tháng 3 năm 2023, hưởng thọ 65 tuổi.
Linh cữu của ông được an táng ở Nghĩa trang Hoa viên Bình Dương vào ngày 9 tháng 3 năm 2023.

## Các giải thưởng
- Năm 1989: Diễn viên được yêu thích nhất (Hạng 2) với 2948 phiếu bầu.
- Năm 1990: Danh ca vọng cổ với 1275 phiếu bầu.
- Diễn viên được yêu thích nhất (Hạng 1) với 6644 phiếu bầu.
- Nghệ sĩ cải Lương được yêu thích nhất (Báo Người Lao động)
- Năm 1991: Diễn viên dự giải Triển Vọng THT được yêu thích nhất (Hạng 1) với 9204 phiếu bầu.
- Huy chương vàng giải Triển Vọng THT.
- Năm 1992: Đôi nam nữ hát chung được yêu thích nhất (Hạng 2 với Tài Linh) với 7362 phiếu bầu.
- Đôi nam nữ hát chung được yêu thích nhất (Hạng 3 với Thanh Thanh Tâm) với 4275 phiếu bầu.
- Nghệ sĩ cải Lương được yêu thích nhất (Báo Người Lao động)
- Năm 1993: Diễn viên video được yêu thích nhất.
- Năm 1995: Huy chương vàng giải Xuất sắc Trần Hữu Trang với trích đoạn "Bức Ngôn Đồ Đại Việt".
- Diễn viên xuất sắc (Tạp chí Sân khấu - Hội Nghệ sĩ Sân khấu Việt Nam).
- Mai vàng (Báo Người Lao Động)
- Năm 1997: Nghệ sĩ ưu tú.
- Năm 1999: Giải Mai Vàng do Báo Người Lao động tổ chức.